# オオコシアカツバメ
オオコシアカツバメ（学名：Hirundo striolata）は、スズメ目ツバメ科に分類される鳥。